# Concorde rouge
 (mai 2023).
Concorde rouge est un livre de Judikael Hirel.
L'auteur, qui est un journaliste professionnel spécialisé dans l'horlogerie, raconte l'agression qu'il a vécue le 13 novembre 2017 dans les couloirs du métro parisien à la station Concorde. Lorsqu'il veut porter secours à une jeune femme agressée, l'attaquant fait semblant de fuir, mais l'attend plus loin en embuscade et le roue de coups. Il n'est sauvé que grâce à l'intervention de la jeune femme qu'il tentait de protéger. L'agresseur n'a pas pu être identifié, les bandes de vidéosurveillance du métro étant déjà effacées lorsque la police a mené l'enquête,,,,,.